# Popoli della Polinesia

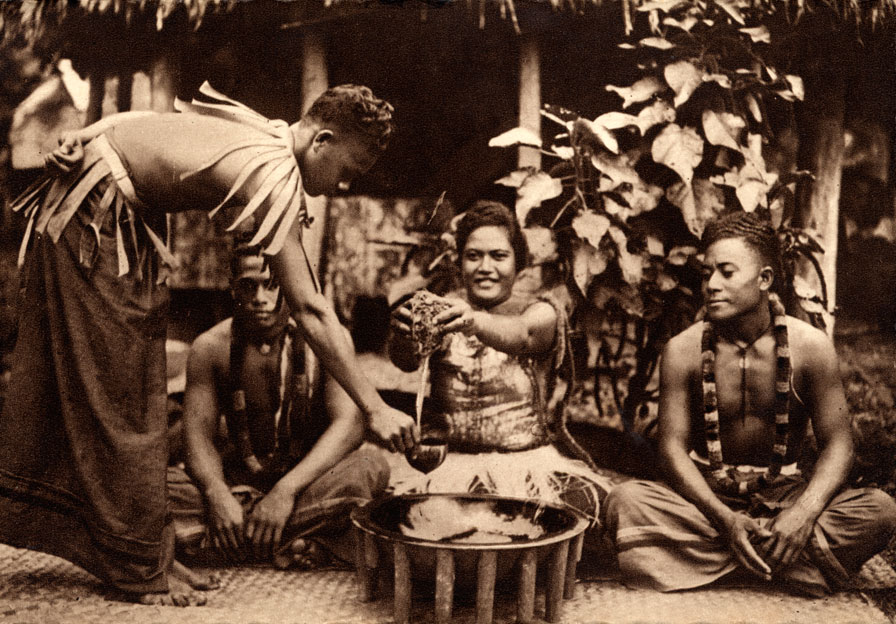
Una cerimonia samoana

Con la locuzione popoli polinesiani si indica, in senso generico, il raggruppamento dei vari gruppi etnici che parlano le lingue polinesiane e abitano la Polinesia. I gruppi etnici polinesiani occupano la maggior parte delle isole della Polinesia, ma anche nel resto dell'Oceano Pacifico, come nella Polinesia periferica, anche se da un punto di vista demografico oggi la popolazione indigena non prevale per oltre il 90% in alcune isole, come nel caso delle Hawaii, di Tahiti e delle Figi. Ciò è dovuto alla colonizzazione europea, che influenzò fortemente la cultura di queste popolazioni, diffuse la religione cristiana e il sistema economico occidentale, ma ci furono frequenti flussi migratori e contatti con altri popoli anche prima di questo processo. Del resto queste comunità tentano talvolta di recuperare le tradizioni e le religioni cancellate dall'arrivo dei missionari.

## Descrizione
L'origine di questi gruppi è ricondotta all'emigrazione di alcuni popoli del Sud-est asiatico che, a partire da circa 5000 anni fa, si spostarono in Indonesia, nella Penisola di Malacca ed in Oceania, portando con sé profonde conoscenze nel campo dell'agricoltura e della navigazione, grazie alle quali riuscirono a raggiungere tutte le aree del continente e si differenziarono da un punto di vista linguistico e culturale, formando varie popolazioni con qualche tratto in comune. Gli antropologi hanno diviso la Polinesia in varie aree culturali. Ad esempio, le Figi, Tonga e le Samoa appartengono alla Polinesia occidentale, le Isole della Società, le Marchesi, le Hawaii e la Nuova Zelanda appartengono alla Polinesia orientale, mentre le isole Cook, Tokelau e Tuvalu fanno parte della Polinesia intermedia. Inoltre in Oceania, anche al di fuori della Polinesia, ci sono etnie di origine polinesiana, come i tikopiani, gli abitanti di Ontong Java e di Ouvéa.
Nella cultura delle etnie polinesiane viene data molta importanza al rito del dono e lo status di un individuo dipende anche dalla primogenitura e dall'anzianità. La terra è una risorsa fondamentale, dalla quale si ottiene il taro, lo yam e i frutti dell'albero del pane, mentre fanno parte della tradizione danze e tecniche di modificazione del corpo, come il tatuaggio. Gran parte della Polinesia occidentale era caratterizzata da un sistema politico dominato da vari capi, che talvolta dirigevano i cosiddetti chiefdom, mentre Tahiti e le Hawaii erano controllate da un regno, e Tonga addirittura da un impero.

### Elenco
I popoli polinesiani comprendono:
- Aniwa
- Anuta
- Australi
- Futuniani
- Nativi hawaiani
- Kapingamarangi
- Mangareva
- Māori della Nuova Zelanda
- Māori delle Isole Cook
- Marchesiani
- Moriori
- Niuafoʻou
- Niueani
- Nuguria
- Nukumanu
- Nukuoro
- Ontong Java
- Lingua vaeakau-taumako
- Pukapuka
- Rapani
- Rapanui
- Renneliani
- Samoani
- Sikaiana
- Tahitiani
- Takuu
- Tikopia
- Tokelauani
- Tongani
- Tongareva
- Tuamotu
- Tuvaluani
- Uveani
- Wallisiani